# Escharoides costifer
Escharoides costifer är en mossdjursart som först beskrevs av Osburn 1914.  Escharoides costifer ingår i släktet Escharoides och familjen Exochellidae.
Artens utbredningsområde är Mexikanska golfen. Inga underarter finns listade i Catalogue of Life.